# Марко Ауреліо Фонтана
Марко Ауреліо Фонтана  (італ. Marco Aurelio Fontana, 12 грудня 1984) — італійський велогонщик, олімпієць.

## Виступи на Олімпіадах
| Олімпіада   | Дисципліна               | Місце |
| ----------- | ------------------------ | ----- |
| Лондон 2012 | гірський велосипед, крос | 3     |